# Katharina-Werk
Das Werk der Heiligen Katharina von Siena, Basel, wurde 1913 von Marie Frieda Albiez als eine katholische Frauengemeinschaft gegründet und wurde 1952 als Säkularinstitut von der römisch-katholischen Kirche anerkannt.
Die Psychologin und Zen-Meisterin Pia Gyger erneuerte die Ausrichtung des Instituts 1982–1994, orientiert am Denken Pierre Teilhard de Chardins. Im Zentrum der Spiritualität steht die Vision von einer geeinten Menschheit und das Engagement in der Ökumene, im interreligiösen Dialog, in der Friedens- und Versöhnungsarbeit und in Projekten der spirituell-politischen Bewusstseinsbildung. Heute gehören der Gemeinschaft Frauen und Männer verschiedener Lebensformen, Berufe, Konfessionen und Religionen an.
Das Katharina-Werk ist unter anderem Träger des 1993 von Niklaus Brantschen und Pia Gyger gegründeten Lassalle-Institutes, das Führungskräfte auf der Basis von Ethik ausbildet und der Kontemplationsschule Via Integralis.